# Іван Ковач (композитор)
Іван Ковач (серб. Ivan Kovač) (Руський Крстур, 1937 — Новий Сад, 1992) — сербський композитор русинського походження, професор Академії мистецтв у Новому Саді.

## Біографія
Його батьком був відомий русинський письменник Михайло Ковач (1909-2005). У Новому Саді він закінчив середню школу та середню музичну школу Ісидора Баїча (Isidor Bajić), інструментальний відділ (фортепіано). Потім він паралельно навчався на філософському факультеті та в Музичній академії в Белграді, де закінчив перший ступінь по класу фортепіано, а в 1969 році дипломовано за фахом композитора.
Під час навчання в Белграді він працював музичним співробітником на Радіо Белград, а після закінчення навчання став редактором редакції серйозної музики. Після повернення до Нового Саду Ковач став помічником директора музичного виробництва на Радіо Новий Сад (1974), а потім деякий час працював директором музичної школи Ісидора Баїча. Після заснування Академії мистецтв у Новому Саді Ковач став її професором, а потім деканом.

## Твори
Він писав музику різних жанрів - від вокальної музики до фортепіанної, камерної та хорової музики, до великих оркестрових творів.